# Frank C. Walker

Frank C. Walker (rechts) mit seinem Vorgänger als Postmaster General, James Farley (links), und dem demokratischen Parteifunktionär W. Forbes Morgan (1936).

Frank Comerford Walker (* 30. Mai 1886 in Plymouth, Luzerne County, Pennsylvania; † 13. September 1959 in New York City) war ein US-amerikanischer Politiker (Demokratische Partei), der dem Kabinett von Präsident Franklin D. Roosevelt als US-Postminister angehörte.
Nach dem Besuch der Gonzaga University in Spokane studierte Walker an der University of Notre Dame in Indiana und machte dort im Jahr 1909 seinen Jura-Abschluss. Danach eröffnete er zusammen mit seinem älteren Bruder Thomas eine Anwaltspraxis. Im Jahr 1913 gehörte Walker für eine Legislaturperiode dem Repräsentantenhaus von Montana an. Während des Ersten Weltkrieges kämpfte er im Rang eines First Lieutenant an der Westfront, ehe er wieder in seine Anwaltspraxis in Butte zurückkehrte. 1925 zog er nach New York um, wo er Rechtsberater und Geschäftsführer der Comerford Theatres wurde.
Ab 1931 begann Frank Walker sich stark in der Demokratischen Partei zu engagieren. Er war ein Gründungsmitglied der Roosevelt for President Society; nach Roosevelts Wahl in das oberste Staatsamt schlug dieser Walker zum Schatzmeister des Democratic National Committee vor. Ab 1933 gehörte er dem engeren Kreis der Regierung Roosevelt an, unter anderem als Mitglied des Nationalen Notfallrates (National Emergency Council).
Im Jahr 1940 berief der Präsident Walker schließlich als Postmaster General in sein Kabinett. Dieses Amt übte er fünf Jahre lang aus; nach Roosevelts Tod am 12. April 1945 trat Walker zurück, um dem neuen Präsidenten Harry S. Truman die Auswahl eines eigenen Postministers zu ermöglichen.
Während seiner Zeit als Minister war Walker auch weiterhin parteipolitisch tätig. Er stand dem Democratic National Committee von 1943 bis 1944 vor und war 1944 ebenso Delegierter zur Democratic National Convention wie noch einmal im Jahr 1948. Nach Ende seiner Amtszeit in Washington, D.C. wurde er als Ersatzdelegierter für die erste UNO-Vollversammlung nominiert.
Frank C. Walker starb 1959 in New York City und wurde in seinem Heimatort Plymouth beigesetzt.